# Fekete Nagy Béla
Fekete Nagy Béla (eredeti neve: Fekete Béla) (Mecsekszabolcs, 1905. április 5. – Budapest, 1983. november 1.) magyar festő, grafikus.

## Életpályája
Szülei: Fekete Jenő és Riedl Olga voltak. Egyetemi tanulmányait a Budapesti Műszaki és Gazdaságtudományi Egyetem gépészmérnöki szakán végezte el. 1930-ban csatlakozott az Új Művészek Egyesületéhez. 1933-ban végzett a Magyar Képzőművészeti Főiskolán, mint rajztanár. 1934-ben a Szocialista Képzőművészek Csoportjának a tagja, 1940-ben újjászervezője lett. 1931-től kezdett rajzolni. 1938–1944 között több nyarat töltött Szentendrén, ahol Vajda Lajos művészete erős hatást gyakorolt rá. 1938–1939 között Franciaországban élt. 1938-ban sorkatonai szolgálatot teljesített. 1939–1944 között feleségével kerámiaműhelyt üzemeltetett Budapesten. 1945-ben csatlakozott az Európai Iskolához, de a csoport munkájában nem vett részt. 1946–1947 között az Elvont Művészek csoportjának kiállításain szerepelt. 1948-ban felhagyott az alkotói tevékenységgel. Mérnökként dolgozott; 1950–1964 között a 21. sz. Építőipari Vállalat, majd az Iparterv mérnöke; hőerőművek tervezésében vett részt. 1965-ben, nyugdíjazása után kezdett újra képzőművészettel foglalkozni.
A „Nagy” nevet az illegalitásban vette fel. Képei szignójában szerepel. 2013-ban a Jad Vasem Intézettől posztumusz megkapta meg a Világ Igaza kitüntetést.

## Magánélete
Felesége Barta Éva keramikus, ékszerkészítő volt.
Gyermekei: Első feleségétől Fekete János (1933–†?) képzőművész, második feleségétől Fekete Mihály (1947), később idegenforgalmi szakember, és Fekete László (1949) keramikus.

## Kiállításai

### Egyéni
- 1947, 1967, 1986, 1994 Budapest
- 1978 Pécs
- 1986 Budapest Magyar Nemzeti Galéria

### Válogatott, csoportos
- 1946 Budapest, Zürich
- 1947, 1962, 1969, 1974 Budapest
- 1965 Bukarest
- 1968, 1971 Szentendre
- 1973 Székesfehérvár
- 1977, 1982 Szombathely
- 1982 Nagykanizsa, Zalaegerszeg

## Művei
- Szentendrei kőhegy (1938)
- Szentlászló (1938)
- Piszkéstető (1939)
- Emlékezés (1939)
- Női akt (1939)
- Négerek (1940)
- Térkép (1947)
- Menedék III. (1949)
- A vörös gyűrű (1966)
- Katowice (1967)
- Kőhegy (1969)
- Fekete nap (1973)
- A bika (1974)
- A Gyilkos tó lakói (1975)